# Complément (grammaire)
Pour les articles homonymes, voir Complément.
Le terme complément (du mot latin complementum, au sens général « élément nécessaire devant être intégré à un ensemble pour former un tout complet ») utilisé en syntaxe dénomme une partie des constituants de la phrase simple subordonnés à d’autres.

## Types de compléments dans la grammaire traditionnelle
En syntaxe traditionnelle du français, le terme désigne des constituants subordonnés au verbe, à l’adjectif, à l’adverbe ou au nom. À noter que si l’extension du nom est un adjectif ou un participe, ce dernier n'est pas nommé « complément » mais « épithète ». Si la plupart de ces catégories existent dans d'autres langues, leur typologie et leur dénomination varient en fonction du type de langue et des traditions grammaticales. En grammaire française, on distingue donc traditionnellement les types suivants : 

### Complément d'objet direct (COD)
Le complément d'objet direct (COD) renvoie à un argument du verbe transitif direct, en tant qu’objet sur lequel s’exerce notamment l’action du verbe, ou un inanimé qui résulte de cette action,,,,. Exemple : Il lâche la corde.
Certains verbes qui se construisent normalement sans COD en reçoivent parfois un qui exprime la même idée que le verbe. On l’appelle « complément d'objet interne » : Je veux vivre ma vie.

### Complément d'objet indirect (COI)
Le complément d'objet indirect (COI) a plusieurs définitions, aucune n’étant suffisante, parce qu’il a un caractère hétérogène du point de vue de sa forme et de son contenu. Exemple : Le conférencier parlera de la politique européenne. Une catégorie de COI est appelée « complément d’attribution », ex. Cela m’appartient. Lorsque le verbe est ditransitif (et se construit avec deux compléments : un COD et un COI), on appelle le COI « objet second » ou « secondaire » (COS): J’envoie le paquet à mon fils, J’ai cueilli ces fleurs pour vous.

### Complément d'agent (CA)
Le complément d'agent (CA) est employé dans la phrase passive. Il s’agit d’un syntagme prépositionnel introduit par par (plus rarement de) et qui correspond au sujet de la phrase active correspondante. Exemple : La fin du match a été sifflée par l'arbitre. Ce type de complément est peu fréquent dans des langues comme BCMS (bosnien, croate, monténégrin et serbe), par rapport à sa fréquence en français, par exemple. Leurs grammaires ne le délimitent même pas en tant que tel.

### Complément circonstanciel (CC)
Le complément circonstanciel (CC), appelé adverbial par Grevisse et Goosse 2007, est une espèce de complément formée d’un ensemble hétérogène de sous-espèces définies notamment du point de vue sémantique. Conformément à la définition traditionnelle, les CC expriment diverses circonstances (lieu, temps, manière, cause, but, etc.) de réalisation du procès. Exemple : Il y avait même une douche dans le wagon-lit. Le nombre des types de CC peut être différent d’un auteur à l’autre en fonction du degré de minutie de la description sémantique.
Certains grammairiens renoncent au terme « complément circonstanciel » et distinguent parmi ceux qu’on appelle traditionnellement ainsi, ceux qui ne sont pas des compléments essentiels, et qu’on peut donc supprimer ou déplacer dans la phrase. Ils incluent dans cette catégorie, selon le même critère, des compléments d’autres types traditionnels aussi, en appelant « compléments de verbe » ceux qui ne correspondent pas à ce critère. Ainsi, dans la phrase En Gaspésie, il a plu très peu cet été, en Gaspésie serait un complément de phrase, et dans Elle va en Gaspésie tous les étés – un complément de verbe indirect. Grevisse et Goosse 2007 n’accepte pas cette idée et considère qu’« il serait plus légitime de parler de complément de phrase à propos de ce que [cette grammaire considère] comme des éléments incidents », qui n’ont pas de fonction syntaxique et qui correspondent à ce qu’on appelle « modalisateurs » dans certaines grammaires. Exemple : Ma mère et mon père étaient heureusement sortis.

### Complément du nom
Le complément du nom est une expansion du nom. D'un point de vue sémantique, il peut exprimer des relations diverses : possession (les sources de Racine), localisation temporelle : les gens d’alors. Il peut aussi restreindre l'extension du SN et donc créer des sous-catégories du nom : un fruit à noyau. Les déverbaux et les désadjectivaux ont souvent des constructions similaires à celles des mots dont ils sont issus, en particulier en ce qui concerne le choix de la préposition : Depuis sa condamnation par le pape, L'Action française avait disparu de La Belle Angerie (Hervé Bazin), la fidélité de Jean à son idéal. En français, le complément du nom est en général un groupe prépositionnel. Les propositions relatives adjectivales sont elles aussi des compléments du nom.

### Complément de l'adjectif
Il existe aussi des compléments de l'adjectif : désireux de gloire, inattaquable par l’acide chlorhydrique, un homme toujours actif.

### Complément de l'adverbe
Le complément de l'adverbe peut être un autre adverbe (très longtemps) ou un groupe prépositionnel : heureusement pour moi.
Dans les grammaires de certaines langues, les compléments de l’adjectif et celui de l’adverbe ne sont pas distingués de ceux du verbe.

## Degrés de nécessité du complément
Le complément peut être nécessaire à divers degrés. Ceci dépend du sens lexical de son terme subordonnant, et aussi de la langue considérée. Il y a trois degrés de nécessité :

### Complément essentiel
Le complément est essentiel, donc indispensable, obligatoire, si sans lui le terme subordonant ne peut pas fonctionner correctement :
- complément d’objet direct : (ro) Atunci el spuse o prostie « Alors il dit une bêtise »[29] ;
- complément d’objet indirect : (hu) Jártas a biológiában « Il/Elle s’y connaît en biologie »[30] ;
- complément circonstanciel : (cnr) Komšija je stanovao na kraju ulice « Le voisin habitait au bout de la rue »[31] ;
- complément d’agent : (fr) Ces villas sont possédées par des étrangers[32] ;
- complément de l’adjectif : (fr) enclin à jouer[25].

### Complément représentable
Le complément est représentable si dans certains cas il peut être omis, mais il est toujours sous-entendu :
- COD : (fr) Je comprends (votre attitude)[33] ;
- COI : (hu) Hozzáfog (valamihez) « Il/Elle se met à faire quelque chose »[34],[35].

### Complément non essentiel
Le complément est non essentiel, facultatif, si son omission ne rend pas la phrase agrammaticale :
- COD : (cnr) Pišemo (pisma) « Nous écrivons (des lettres) »[31] ;
- COI : (fr) Jean sourit (à Lucie)[12] ;
- CC : (hu) (A fűben) fekszik « Il/Elle est couché(e) dans l’herbe »[34] ;
- CA : (ro) Condițiile sunt stabilite (de participanți) « Les conditions sont établies (par les participants) »[36] ;
- complément du nom : (en) a (diamond) ring « une bague (à diamant) »[37].

## Constructions avec des compléments
Le rapport entre un complément et le terme qui le régit peut se réaliser de plusieurs façons :
- directement, c’est-à-dire sans mot-outil, le mot qui l’exprime ayant sa forme de base, dans le cas du nom ou du pronom, la même que celle qu’il a en fonction de sujet ;
- indirectement, c’est-à-dire à l’aide d’un mot-outil, le mot complément ayant sa forme de base ;
- directement et le mot complément ayant une forme différente de sa forme de base ;
- indirectement et le mot complément ayant une forme différente de sa forme de base.

La façon dont le rapport est réalisé dépend de plusieurs facteurs : le type du complément, la nature du mot qui l’exprime, la langue considérée. De ce point de vue il y a une différence générale entre les langues sans déclinaison et celles à déclinaison.
Dans une langue sans déclinaison comme le français, le COD exprimé par un nom est toujours directement relié au verbe et il a la même forme qu’en fonction de sujet : L’enfant lit le livre. La caractéristique de sa construction est d’être placé après le verbe dans une phrase où aucune partie n’est mise en relief.
Dans une langue pratiquement sans déclinaison, comme l’anglais, certains compléments circonstanciels exprimés par des noms sont précédés d’une préposition et gardent leur forme de sujet : The man runs along the beach every morning « L’homme court le long de la rive tous les matins ».
Dans une langue à déclinaison, comme le roumain, le COI d’attribution est souvent construit sans préposition, étant au cas datif marqué par une désinence qui le distingue du nominatif, cas du sujet : Gheorghe scrie Mariei « Gheorghe écrit à Maria ».
Dans des langues comme BCMS, beaucoup de compléments d’objet indirect et circonstanciels sont construits avec une préposition et sont à un cas exigé par celle-ci, autre que le nominatif ou le vocatif : (sr) Sve zavisi od rezultata (génitif) « Tout dépend du résultat.
Un subordonnant est parfois utilisé avec deux ou plus de deux compléments de types différents. Les verbes du type « dire » et « donner » ont souvent un COD, qui est essentiel, et un COI d’attribution (objet second) non essentiel :
- (fr) Je me (COI) coupe une tranche (COD) de jambon[41] ;
- (en) I can show it (COD) to you (COI) « Je peux te montrer ça »[42] ;
- (ro) A mărturisit totul (COD) mamei (COI) « Il/Elle a tout confessé à sa mère »[39] ;
- (hr) Ja sam joj (COI) uzeo nešto (COD) « Je lui ai pris quelque chose » (= « Je l’en ai dépossédée »)[43] ;
- (hu) Kinek (COI) akarsz ajándékot (COD) venni? « À qui veux-tu acheter un cadeau ? »[44].

À côté de ces types de compléments, le même régissant peut en avoir un d’un autre type, ex. Au début de la séance (CC), le professeur avait présenté le contenu de son cours (COD) aux étudiants (COI).
Il correspond à chaque complément du verbe une proposition subordonnée remplissant la même fonction syntaxique :
- COD : (fr) On raconte que l’eau de cette fontaine guérit de certaines maladies[45] ;
- COI : (ro) Am scris cui trebuia « J’ai écrit à qui il fallait »[46] ;
- CA : (ro) Premiile au fost obținute de cine a meritat « Les prix ont été obtenus par ceux qui les méritaient »[47] ;
- CC : (hu) Azért megyek el, mert itt nincs szükség rám « Je m’en vais, parce qu’ici on n’a pas besoin de moi »[48].

## Sources bibliographiques
- (ro) Avram, Mioara, Gramatica pentru toți [« Grammaire pour tous »], Bucarest, Humanitas, 1997  (ISBN 973-28-0769-5)
- Banque de dépannage linguistique (BDL), Office québécois de la langue française (consulté le 9 avril 2019)
- (hr) Barić, Eugenija et al., Hrvatska gramatika [« Grammaire croate »], 2de édition revue, Zagreb, Školska knjiga, 1997  (ISBN 953-0-40010-1)
- (ro) Bărbuță, Ion et al., Gramatica uzuală a limbii române [« Grammaire usuelle du roumain »], Chișinău, Litera, 2000  (ISBN 9975-74-295-5) (consulté le 9 avril 2019)
- (ro) Bidu-Vrănceanu, Angela et al., Dicționar general de științe. Științe ale limbii [« Dictionnaire général des sciences. Sciences de la langue »], Bucarest, Editura științifică, 1997  (ISBN 973-440229-3) (consulté le 9 avril 2019)
- (en) Bussmann, Hadumod (dir.), Dictionary of Language and Linguistics [« Dictionnaire de la langue et de la linguistique »], Londres – New York, Routledge, 1998  (ISBN 0-203-98005-0) (consulté le 9 avril 2019)
- (cnr) Čirgić, Adnan ; Pranjković, Ivo ; Silić, Josip, Gramatika crnogorskoga jezika [« Grammaire du monténégrin »], Podgorica, Ministère de l’Enseignement et des Sciences du Monténégro, 2010  (ISBN 978-9940-9052-6-2) (consulté le 9 avril 2019)
- (ro) Constantinescu-Dobridor, Gheorghe, Dicționar de termeni lingvistici [« Dictionnaire de termes linguistiques »], Bucarest, Teora, 1998 ; en ligne : Dexonline (DTL) (consulté le 9 avril 2019)
- (ro) Coteanu, Ion, Gramatica de bază a limbii române [« Grammaire de base du roumain »], Bucarest, Albatros, 1982 (consulté le 23 mars 2023)
- (hu) Cs. Nagy, Lajos, « Mondattan » [« Syntaxe »], A. Jászó, Anna (dir.), A magyar nyelv könyve [« Le livre de la langue hongroise »], 8e édition, Budapest, Trezor, 2007  (ISBN 978-963-8144-19-5), p. 321-344 (consulté le 9 avril 2019)
- Delatour, Yvonne et al., Nouvelle grammaire du français, Paris, Hachette, 2004  (ISBN 2-01-155271-0) (consulté le 9 avril 2019)
- Dubois, Jean et al., Dictionnaire de linguistique, Paris, Larousse-Bordas/VUEF, 2002 (consulté le 23 mars 2023)
- (en) Eastwood, John, Oxford Guide to English Grammar [« Guide Oxford de la grammaire anglaise »], Oxford, Oxford University Press, 1994  (ISBN 0-19-431351-4) (consulté le 23 mars 2023)
- (hu) Erdős, József (dir.), Küszöbszint. Magyar mint idegen nyelv [« Niveau-seuil. Hongrois langue étrangère »]. Université technique de Budapest, Institut de linguistique, Groupe pour le hongrois, 2001 (consulté le 9 avril 2019)
- Maurice Grevisse et André Goosse, Le Bon Usage : grammaire française, Bruxelles, De Boeck Université, 2007, 14e éd., 1584 p. (ISBN 978-2-8011-1404-9, lire en ligne [PDF])
- (hu) Kálmánné Bors, Irén et A. Jászó, Anna, « Az egyszerű mondat » [« La phrase simple »], A. Jászó, Anna (dir.), A magyar nyelv könyve [« Le livre de la langue hongroise »], 8e édition, Budapest, Trezor, 2007  (ISBN 978-963-8144-19-5), p. 345-436 (consulté le 9 avril 2019)
- Kalmbach, Jean-Michel, La grammaire du français langue étrangère pour étudiants finnophones, version 1.5., Universitaté de Jyväskylä (Finlande), 2017  (ISBN 978-951-39-4260-1) (consulté le 9 avril 2019)
- (hu) Király, Lajos et A. Jászó Anna, « Az összetett mondat » [« La phrase complexe »], A. Jászó, Anna (dir.), A magyar nyelv könyve [« Le livre de la langue hongroise »], 8eédition, Budapest, Trezor, 2007  (ISBN 978-963-8144-19-5), p. 437-476(consulté le 9 avril 2019)
- (sr) Klajn, Ivan, Gramatika srpskog jezika [« Grammaire de la langue serbe »], Belgrade, Zavod za udžbenike i nastavna sredstva, 2005  (ISBN 86-17-13188-8) (consulté le 9 avril 2019)